# Siphiwe Mkhonza
Siphiwe Ignatius Mkhonza (Springs, 2 de enero de 1979-Roodepoort, 5 de marzo de 2024) fue un futbolista sudafricano que jugó en la posición de defensa central.

## Carrera

### Club
| Periodo   | Club                      | Apariciones | Goles |
| --------- | ------------------------- | ----------- | ----- |
| 1999-2001 | Bloemfontein Celtic FC    | 61          | 1     |
| 2001-2002 | Ria Stars FC              | 30          | 0     |
| 2002–2004 | Lamontville Golden Arrows | 59          | 0     |
| 2004–2007 | Kaizer Chiefs             | 44          | 0     |
| 2007–2008 | SuperSport United         | 6           | 0     |
| 2008–2009 | Maritzburg United         | 17          | 0     |
| 2009–2011 | AmaZulu FC                | 10          | 0     |
| 2011–2012 | Black Leopards FC         | 3           | 0     |

### Selección nacional
Jugó para Sudáfrica en siete ocasiones de 2002 a 2006.

## Logros
- Premier Soccer League (1): 2007/08
- Copa Nedbank (1): 2006
- Telekom Knockout (1): 2007
- MTN 8 (1): 2006